# Lista de deputados estaduais de Mato Grosso da 8.ª legislatura
Esta é a lista de deputados estaduais do Mato Grosso para a legislatura 1975–1979. Nas eleições foram eleitos deputados estaduais.

## Composição das bancadas
| Partido | Líder          | Bancada | Posição  |
| ------- | -------------- | ------- | -------- |
| ARENA   | Ruben Figueiró | 18 / 24 | Governo  |
| MDB     | Sérgio Cruz    | 6 / 24  | Oposição |

## Deputados Estaduais
Estavam em jogo 24 cadeiras da Assembleia Legislativa de Mato Grosso das quais a ARENA ficou com dezoito e o MDB com seis.
| Número | Deputados estaduais eleitos | Partido | Votação | Percentual | Cidade onde nasceu        | Unidade federativa |
| 11160  | Ruben Figueiró              | ARENA   | 18.022  |            | Rio Brilhante             | Mato Grosso do Sul |
| 15756  | Cecílio Gaeta               | MDB     | 12.222  |            | Cuiabá                    | Mato Grosso        |
| 11349  | Londres Machado             | ARENA   | 11.798  |            | Rio Brilhante             | Mato Grosso do Sul |
| 11316  | Nelson Ramos de Almeida     | ARENA   | 11.240  |            | Cuiabá                    | Mato Grosso        |
| 15504  | Sérgio Cruz                 | MDB     | 11.148  |            | Salgueiro                 | Pernambuco         |
| 11867  | João Filgueiras             | ARENA   | 10.686  |            | Rio de Janeiro            | Rio de Janeiro     |
| 11993  | Oscar Soares                | ARENA   | 10.206  |            | Água Boa                  | Mato Grosso        |
| 11311  | Antônio Corrêa da Costa     | ARENA   | 10.189  |            | Rosário Oeste             | Mato Grosso        |
| 11433  | José Amando                 | ARENA   | 9.832   |            | Crateús                   | Ceará              |
| 11417  | Oscar da Costa Ribeiro      | ARENA   | 8.990   |            | Santo Antônio de Leverger | Mato Grosso        |
| 11761  | Paulo Saldanha              | ARENA   | 8.839   |            | Ponta Porã                | Mato Grosso do Sul |
| 11281  | Horácio Cersósimo           | ARENA   | 8.838   |            | Pompeia                   | São Paulo          |
| 11707  | Milton Figueiredo           | ARENA   | 8.793   |            | Barão de Melgaço          | Mato Grosso        |
| 11972  | Leite Schimidt              | ARENA   | 8.735   |            | Aquidauana                | Mato Grosso do Sul |
| 11962  | Afro Stefanini              | ARENA   | 8.351   |            | Campo Grande              | Mato Grosso do Sul |
| 11725  | Cristino Cortes             | ARENA   | 7.899   |            | Barra do Garças           | Mato Grosso        |
| 11841  | Airton dos Reis             | ARENA   | 7.100   |            | Campo Grande              | Mato Grosso do Sul |
| 11890  | Edson Pires de Almeida      | ARENA   | 7.066   |            | Goiânia                   | Goiás              |
| 15538  | Henrique Pires de Freitas   | MDB     | 7.054   |            | Campo Grande              | Mato Grosso do Sul |
| 11688  | Ari Leite de Campos         | ARENA   | 6.919   |            | Várzea Grande             | Mato Grosso        |
| 11663  | Carlos Ronald Albaneze      | ARENA   | 6.889   |            | Nova Mutum                | Mato Grosso        |
| 15142  | Valter Pereira              | MDB     | 6.136   |            | Campo Grande              | Mato Grosso do Sul |
| 15772  | Cleómenes da Cunha          | MDB     | 5.401   |            | Campo Grande              | Mato Grosso do Sul |
| 15755  | Carlos Bezerra              | MDB     | 4.144   |            | Chapada dos Guimarães     | Mato Grosso        |